# Liste der Naturdenkmale in Wüschheim (Hunsrück)
Die Liste der Naturdenkmale in Wüschheim nennt die im Gemeindegebiet von Wüschheim ausgewiesenen Naturdenkmale (Stand 13. Mai 2024).

## Naturdenkmale
| Nr.         | Bezeichnung             | Lage                         | Beschreibung                                  | Bild                                    |
| ----------- | ----------------------- | ---------------------------- | --------------------------------------------- | --------------------------------------- |
| ND-7140-104 | Eiche am Kriegerdenkmal | Hauptstraße, vor Nr. 13 Lage | Quercus sp., zwischen 1919 und 1924 gepflanzt | Direkt Bild zu diesem Denkmal hochladen |